# جواز سفر كيتيتي
يصدر جواز سفر سانت كيتس ونيفيس لمواطني سانت كيتس ونيفيس بغرض السفر الدولي. قبل عام 1983 كانت سانت كيتس ونيفيس مع أنغويلا دولة مرتبطة بالمملكة المتحدة. جواز السفر هو أيضا جواز سفر كاريكوم لأن سانت كيتس ونيفيس عضو في مجموعة الكاريبي.

## برنامج الجنسية عن طريق الاستثمار
في عام 1984 قدمت سانت كيتس ونيفيس برنامج الجنسية عن طريق الاستثمار، اعتبارًا من مارس 2015 كانت سانت كيتس ونيفيس هي المكان الأكثر شعبية لشراء جواز سفر؛ حيث يمكن أن تشتري أسرة مكونة من أربعة أفراد جواز سفر بدون تأشيرة إلى 157 دولة مقابل 150 ألف دولار، دون الحاجة إلى العيش في الدولة أو حتى زيارتها.
في مايو 2014 أصدرت شبكة إنفاذ الجرائم المالية تحذيرًا بأن سانت كيتس ونيفيس قد منحت جوازات سفر لأفراد أجانب أساءوا استخدام برنامج الجنسية عن طريق الاستثمار بالانخراط في نشاط مالي غير مشروع. في نوفمبر 2014 أعلنت كندا أنها ستطلب من مواطني سانت كيتس الحصول على تأشيرة اعتبارًا من 22 نوفمبر 2014، بسبب مخاوف بشأن ممارسات إدارة الهوية ضمن برنامج الجنسية عن طريق الاستثمار. بعد الإعلان بدأت حكومة سانت كيتس ونيفيس في سحب جميع جوازات السفر البيومترية الصادرة بين يناير 2012 ويوليو 2014 ، واستبدلتهم بجوازات سفر جديدة أظهرت مكان ميلاد حاملها بالإضافة إلى أي تغييرات سابقة في الاسم.

## متطلبات التأشيرة
اعتبارًا من 28 مايو 2021 كان مواطنو سانت كيتس ونيفيس يتمتعون بإمكانية الدخول إلى 157 دولة وإقليم بدون تأشيرة أو تأشيرة عند الوصول، مما جعل جواز سفر سانت كيتس ونيفيس يحتل المرتبة 26 من حيث حرية السفر وفقًا لمؤشر هينلي لجوازات السفر.

## روابط خارجية
- الجنسية عن طريق الاستثمار من مكتب رئيس وزراء سانت كيتس ونيفيس.